# Bolesław Paykart
Bolesław Paykart (ur. 5 lipca 1882) – major artylerii inżynier Wojska Polskiego.

## Życiorys
Urodził się 5 lipca 1882, w rodzinie Karola Michała (1839–1910) i Władysławy Aleksandry z Osmólskich (1859–1937). Miał ośmioro rodzeństwa: Michała Walentego (1888–1956), Karola Jana (1880–1952), Stefana Michała (1884–1899) i Helenę Władysławę Skrobotowicz (1881–1969).
Uczęszczał do c. k. Wyższego Gimnazjum w Rzeszowie, w którym 29 czerwca 1902 otrzymał świadectwo dojrzałości. W latach 1910–1911 był II asystentem w katedrze budowy maszyn i asystentem Bogdana Maryniaka, kierownika muzeum budowy maszyn c. k. Szkoły Politechnicznej we Lwowie. W latach 1912–1914 razem z inż. Bronisławem Biegeleisenem był zatrudniony w Dyrekcji miejskiego zakładu wodociągowego we Lwowie.
W 1906 został przydzielony w rezerwie do Morawsko-Galicyjskiego Pułku Artylerii Fortecznej Nr 2 w Krakowie, a w 1909 do Morawsko-Galicyjskiego Batalionu Artylerii Fortecznej Nr 5 w Trydencie. W jego szeregach walczył w czasie I wojny światowej. W czasie służby awansował na kolejne stopnie w korpusie oficerów rezerwy artylerii fortecznej: kadeta (starszeństwo z 1 stycznia 1906), porucznika (starszeństwo z 1 stycznia 1911) i nadporucznika (starszeństwo z 1 maja 1915).
W listopadzie 1918, w czasie obrony Lwowa, był pierwszym, który z własnej inicjatywy użył kanałów i zaproponował Komendzie Naczelnej ich wykorzystanie do skrytego przemieszczania żołnierzy oraz komunikacji. Później nadzorował budowę Pociągu Pancernego „Pionier”, a następnie objął jego dowództwo. Działania pociągu zapisały się świetnie w historii obrony Lwowa. Pociągiem dowodził do sierpnia 1919.
15 lipca 1920 został zatwierdzony z dniem 1 kwietnia 1920 w stopniu majora, w artylerii, w grupie oficerów byłej armii austro-węgierskiej. Był wówczas dowódcą Pociągu Pancernego Nr 10 „Pionier”. Później został przeniesiony do rezerwy i przydzielony w rezerwie do 30 Pułku Artylerii Polowej we Włodawie. 8 stycznia 1924 został zatwierdzony w stopniu majora ze starszeństwem z 1 czerwca 1919 i 35. lokatą w korpusie oficerów rezerwy artylerii. W styczniu 1929 został przeniesiony w rezerwie do 3 Pułku Artylerii Polowej Legionów w Zamościu.
W listopadzie 1925 został aresztowany pod zarzutem fałszowania banknotów o nominale $100 i wprowadzenia ich w obieg. W czasie przeszukania willi inżyniera Paykarta funkcjonariusze Policji Państwowej mieli ujawnić „całe laboratorium w 3 specjalnie urządzonych pokojach” oraz zabezpieczyć „3 odcinki (po 100 dolarów), znakomicie podrobionych”, a także „kwasy, klisze, prasy, płyty miedziane itp”. Jedna, z przyjętych przez Policję wersji śledczych, zakładała udział inż. Paykarta w „międzynarodowej bandzie fałszerzy dolarów, mających oddziały swe w całej Europie”.
Prasa informowała czytelników, że inż. Paykart był człowiekiem majętnym, właścicielem willi w Brzuchowicach, dyrektorem wielu spółek akcyjnych, a wśród nich towarzystwa kamieni sztucznych i dachówek w Drohobyczu, majorem rezerwy, skoligaconym z najwybitniejszymi rodzinami Lwowa oraz błędnie, że był pracownikiem naukowym Politechniki Lwowskiej. 23 listopada 1925 Rektorat Politechniki Lwowskiej dementował, że inż. Paykart „nie był nigdy i nie jest profesorem wzgl. docentem habilitowanym Politechniki Lwowskiej, a tylko przez pewien czas prowadził za wynagrodzeniem zleconym mu czasowo w braku innych sił naukowych wykłady, nie nabywając przez to żadnych praw członka ciała nauczycielskiego szkoły”.
Na początku czerwca 1926 rozpoczął się proces. Osakrżony inżynier Paykart wyjaśnił, że „falsyfikaty i całą pracownię fałszerską ... znalazł w wagonie kolejowym, w kuferku obcego podróżnego, który to kuferek przez ciekawość zabrał z sobą do domu”.
W czerwcu rozprawa została odroczona. Sąd przychylił się do wniosku obrońcy oskarżonego dr. Tadeusza Dwernickiego o powołanie biegłych lekarzy psychiatrów w celu stwierdzenia „stanu jego umysłu”. Adwokat Dwernicki sformułował wniosek po przesłuchaniu kilku świadków, w tym żony oskarżonego Zofii, co „wywołało wśród publiczności wielką sensację”.
9 września 1926 wznowiono proces. Biegli lekarze psychiatrzy stwierdzili, że inżynier Paykart „co prawda jest człowiekiem zupełnie zdrowym, jednak podlega pewnym zakłóceniom umysłu”. Oskarżony nie przyznał się do winy i wyjaśnił, że „cały aparat znaleziony u niego, służył mu jedynie do celów naukowych i doświadczalnych. Banknoty, znalezione przy nim i puszczone przezeń w obieg, otrzymał od jakiegoś nieznanego urzędnika”. Po przesłuchaniu wszystkich świadków mowy końcowe wygłosili: dr Dwernicki i oskarżyciel, podprokurator Aleksy Sywulak. Następnie sędziom przysięgłym postawiono osiem pytań: czy oskarżony rzeczywiście podrabiał 100 dolarowe banknoty, czy puszczał je w obieg, czy podrabiał banknoty przy użyciu zabezpieczonych środków i materiałów? Pozostałe pytania dotyczyły poszczególnych przypadków wprowadzenia banknotów do obiegu. Nie uwzględniono wniosku obrońcy o zadanie dodatkowego pytania o niepoczytalność oskarżonego. Sędziowie przysięgli, 11 głosami zaprzeczyli by oskarżony podrabiał banknoty, a 12 głosami zprzeczyli by wprowadzał je do obiegu. Na pozostałe pytania sędziowie 11 głosami również udzielili przeczących odpowiedzi. Inżynier Paykart został uwolniony od winy i kary, i wypuszczony natychmiast z więzienia.
Decyzja sędziów przysięgłych, wydana niespełna cztery miesiące po zamachu majowym, wzbudziła kontrowersje i została wykorzystana w ramach tzw. sanacji. Uniewinnienie inż. Paykarta zestawiono z wyrokiem sądu w Równem skazującego bezrobotnego Iwana Mietuszko na karę jednego roku pozbawienia wolności za nieudolne odlewanie 50-groszówek z cyny. 4 października 1929 na łamach tygodnika narodowego „Łowiczanin” sprwę inżyniera Paykarta określono jako „brudną aferę dolarową”. Redakcja tygodnika informowała czytelników, że inżynier Paykart, szwagier byłego premiera Kazimierza Bartela, sprzefał za kwotę 8 tys. zł swoją willę w Brzuchowicach ks. metropolicie Andrzejowi Szeptyckiemu z przeznaczeniem na ochronkę.

## Ordery i odznaczenia
- Krzyż Walecznych[38][39]
- Krzyż Zasługi Wojskowej 3 klasy z dekoracją wojenną i mieczami[16]
- Krzyż Wojskowy Karola[16]